# Bollwiller
Bollwiller è un comune francese di 3 609 abitanti situato nel dipartimento dell'Alto Reno nella regione del Grand Est.

## Società

### Evoluzione demografica
Abitanti censiti